# هاينس جيرمان
هاينس جيرمان (الألمانية السويسرية الموحدة: Hannes Germann) هو اقتصادي وسياسي سويسري، ولد في 1 يوليو 1956 في سويسرا. حزبياً، نشط في حزب الشعب السويسري. وقد انتخب رئيس مجلس الولايات السويسري وانتخب عضو مجلس الولايات السويسري (16 سبتمبر 2002 – ).

## وصلات خارجية
- الموقع الرسمي